# Tarsac
Tarsac (gaskognisch: Tarsac (Ribèra Baisha)) ist eine französische Gemeinde mit 158 Einwohnern (Stand 1. Januar 2022) im Département Gers in der Region Okzitanien; sie gehört zum Arrondissement Mirande.

## Geografie
Tarsac liegt rund 13 Kilometer südöstlich der Kleinstadt Aire-sur-l’Adour im Westen des Départements Gers. Die Rebflächen in der Gemeinde gehören zum Weinbaugebiet Côtes de Saint-Mont. Die wichtigsten Gewässer sind der Fluss Adour, der Bach Le Pesqué, der Kanal Canal du moulin sowie einige kleine Teiche. Wichtigste überregionale Verkehrsverbindung ist die wenige Kilometer westlich der Gemeinde verlaufende Autoroute A65 (Teil der Europastraße 7). Tarsac hat eine Bushaltestelle der Buslinie 940 Aire-sur-l’Adour-Tarbes.
Umgeben wird Tarsac von den Nachbargemeinden Caumont im Nordwesten und Norden, Maulichères im Nordosten, Riscle im Südosten und Süden, Saint-Mont im Südwesten sowie Saint-Germé im Westen.

## Geschichte
Seit der Frühzeit ist die Gegend um Tarsac bewohnt. Die Gemeinde lag in der Gascogne und gehörte dort zur Region Rivière-Basse. Eine erste Erwähnung fand Tarsac in einem kirchlichen Dokument des 14. Jahrhunderts. Im Hundertjährigen Krieg beteiligte sich der Herr von Tarsac auf französischer Seite. 1494 wurde der Ort durch Truppen des Grafen von Foix erobert. Damals war Augé de Lau Lehnsherr. Von 1793 bis 1801 gehörte Tarsac zum Distrikt Nogaro, von 1793 bis 1801 und ab 1802 bis 2015 zum Wahlkreis (Kanton) Riscle (1801–1802 zum Kanton Barcelonne).

### Bevölkerungsentwicklung
| Jahr                       | 1962 | 1968 | 1975 | 1982 | 1990 | 1999 | 2009 | 2020 |
| Einwohner                  | 243  | 232  | 205  | 181  | 181  | 161  | 170  | 165  |
| Quellen: Cassini und INSEE |      |      |      |      |      |      |      |      |

## Sehenswürdigkeiten
- Kirche Saint-Orens aus dem 19. Jahrhundert
- Stierkampfarena
- Steinbrücke über den Adour
- mehrere Wegkreuze

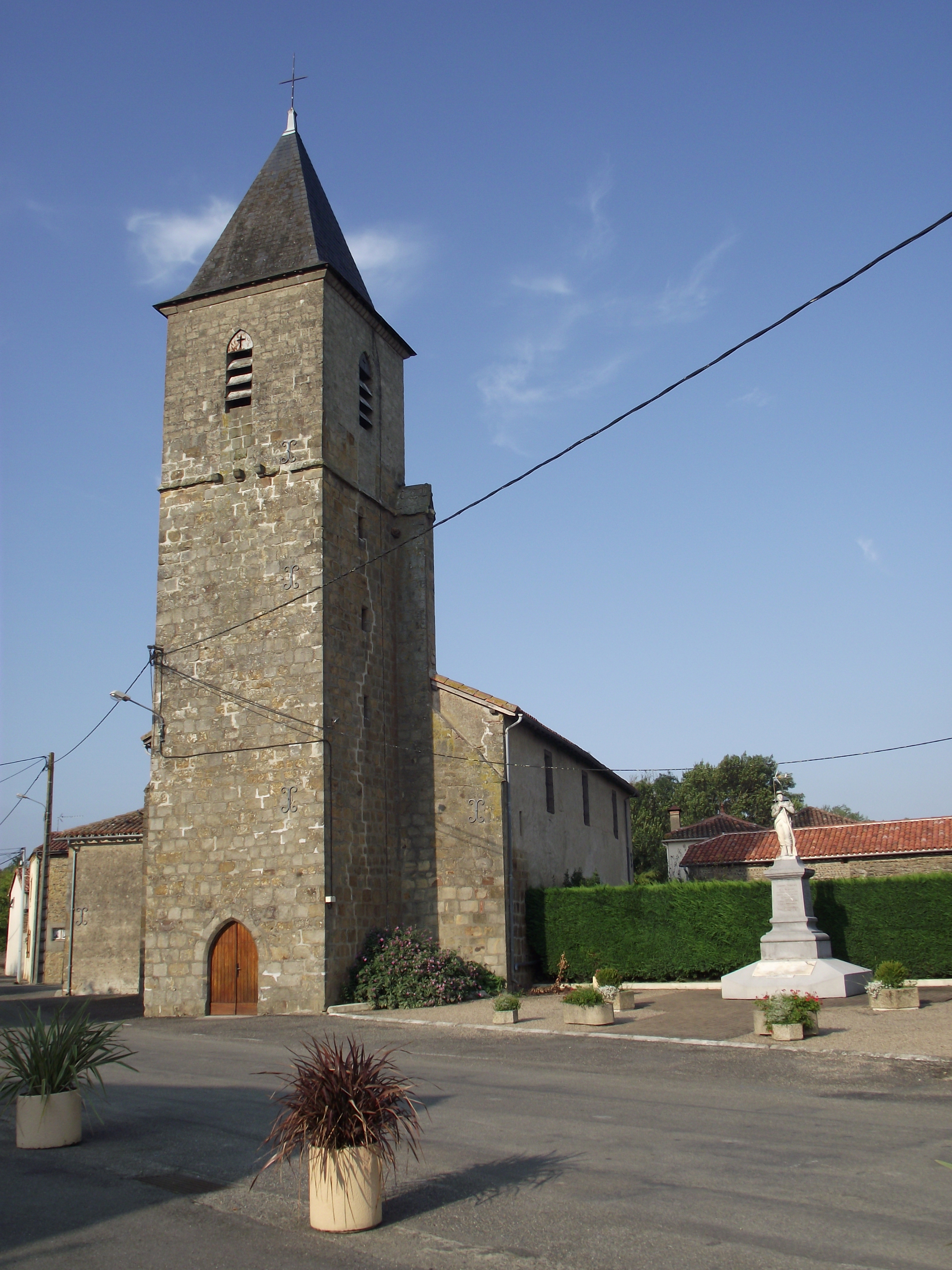
Kirche Saint-Orens
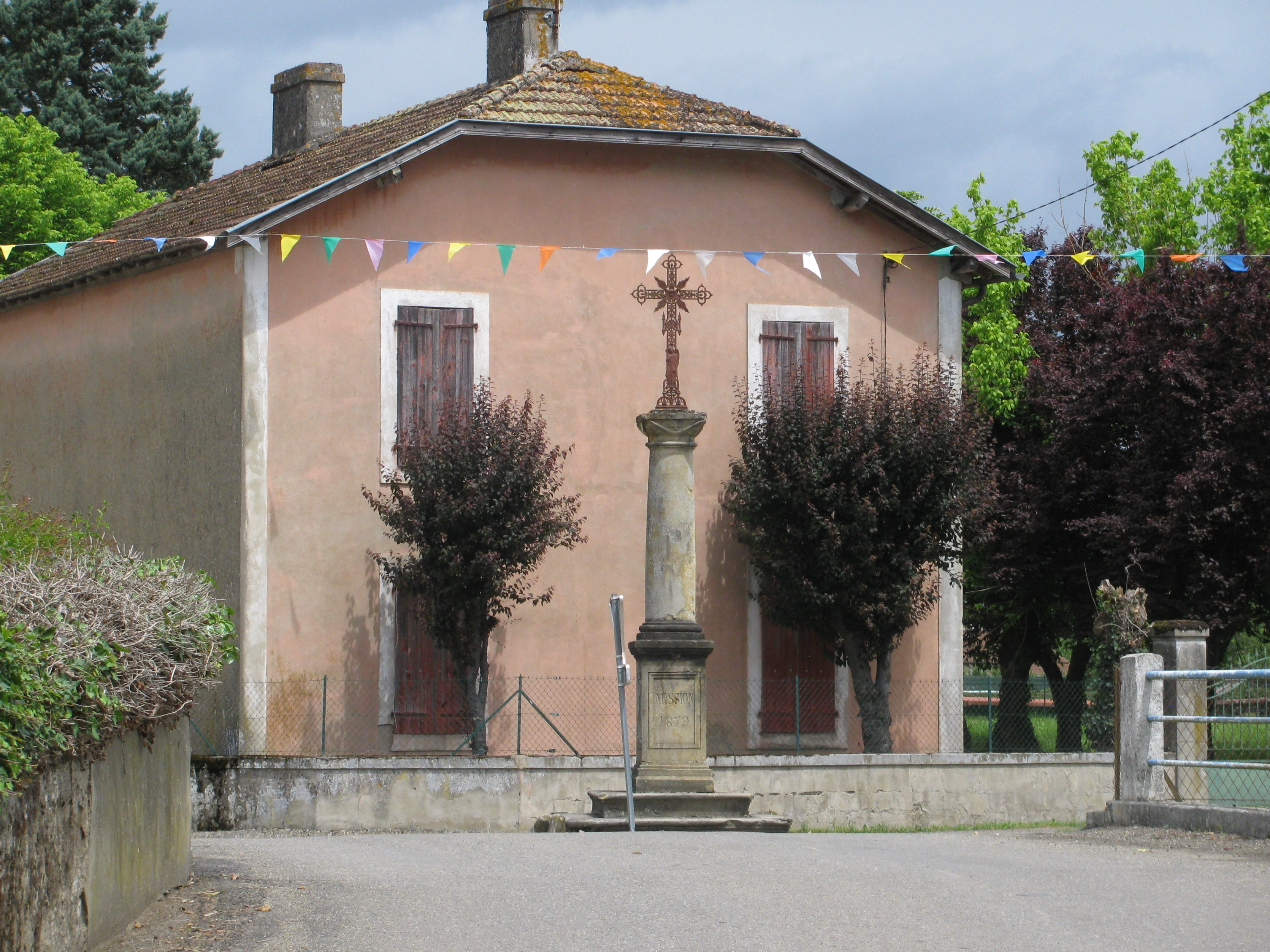
Haus mit Wegkreuz
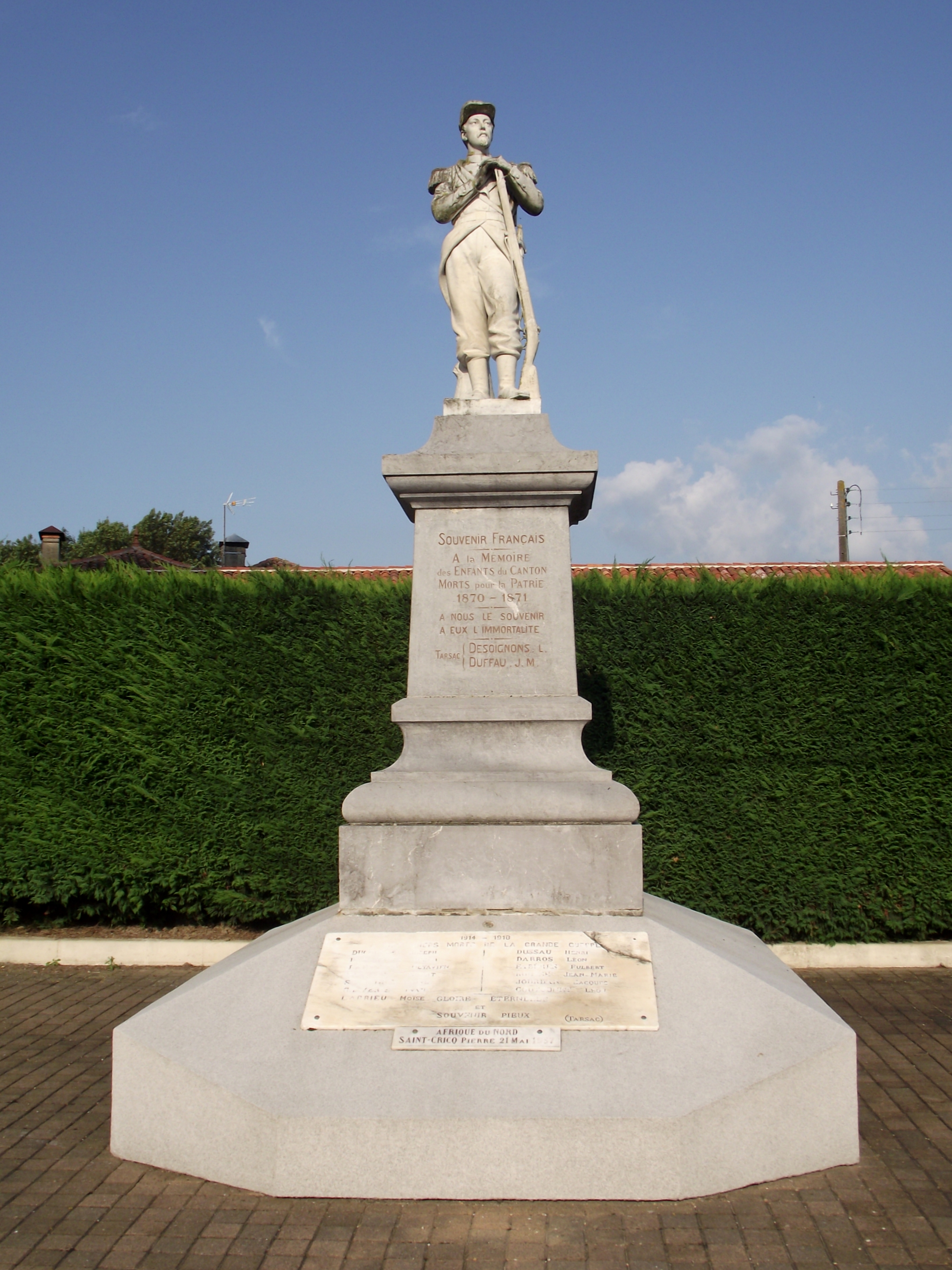
Denkmal für die Gefallenen
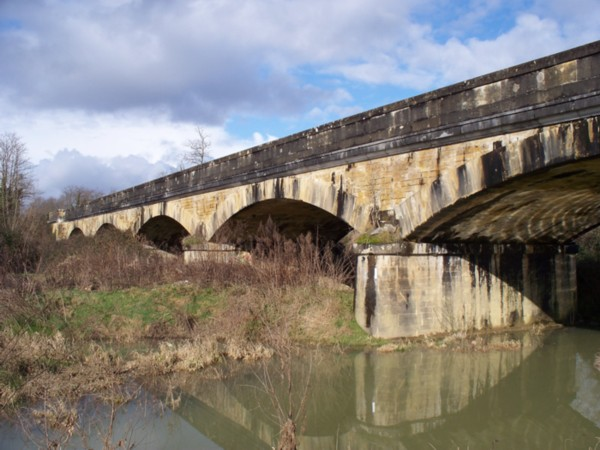
Steinbrücke über den Adour
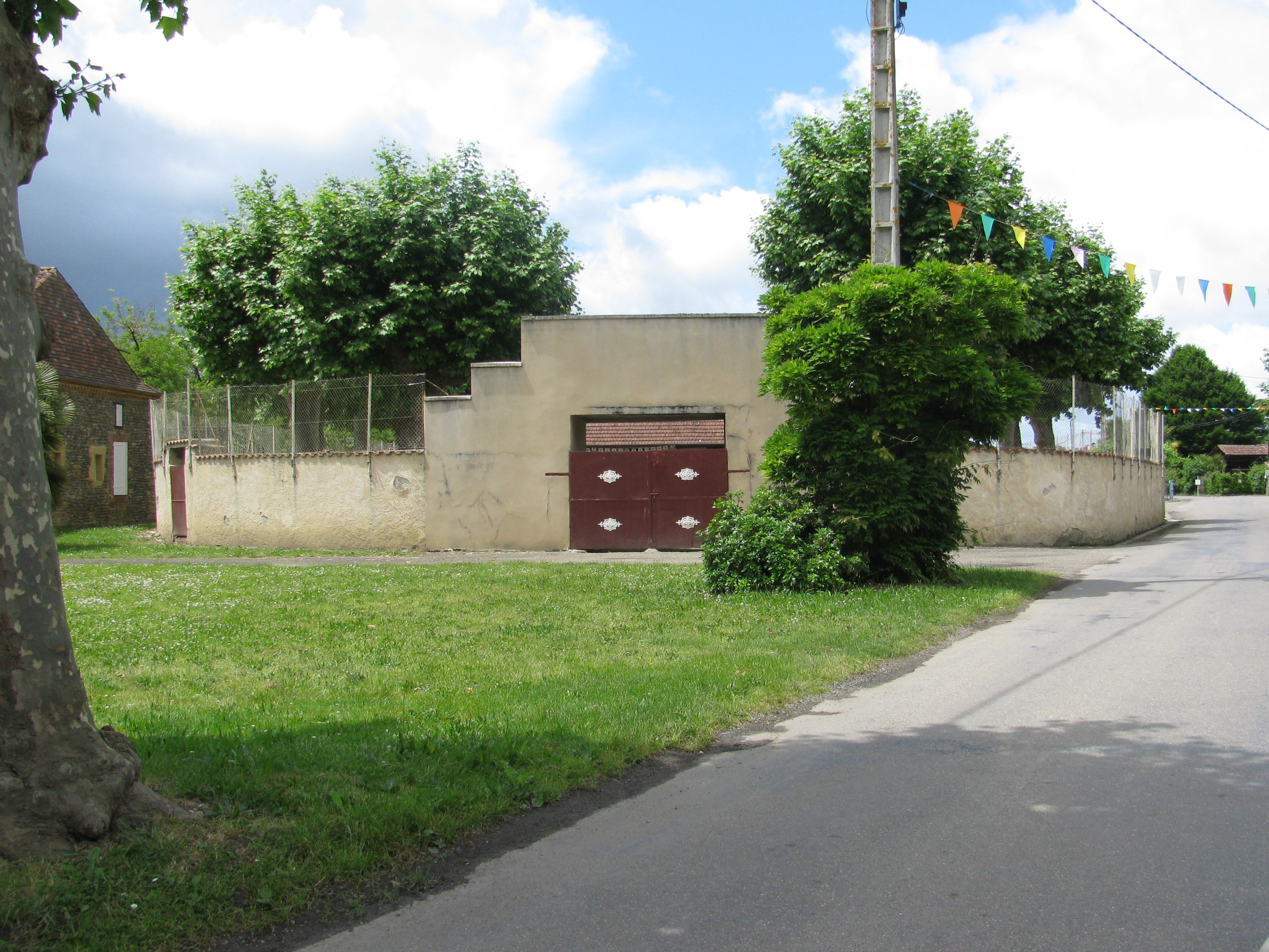
Stierkampfarena